# 超級籃球聯賽灌籃大賽
SBL灌籃大賽是SBL明星週所舉辦的其中一項賽事。張羽霖為目前唯一衛冕灌籃大賽冠軍的球員。

## 举办
自從SBL第一季即開始舉辦，除了第七季及第八季未舉辦，以及第17季因新冠肺炎疫情而未舉辦外，皆正常舉行。

## 歷屆冠軍
| 球季     | 年度      | 灌籃大賽冠軍             | 比賽場地       |
| -------- | --------- | ------------------------ | -------------- |
| 第一季   | 2003–2004 | 陳世杰                   | 台北體院體育館 |
| 第二季   | 2004–2005 | 田壘                     | 台北體院體育館 |
| 第三季   | 2005–2006 | 張羽霖                   | 台北體院體育館 |
| 第四季   | 2006–2007 | 張羽霖                   | 台北體院體育館 |
| 第五季   | 2007–2008 | 強納森·桑德斯            | 台北小巨蛋     |
| 第六季   | 2008–2009 | 拜倫·阿倫                | 新竹市立體育館 |
| 第七季   | 2009      | 未举行                   | 未举行         |
| 第八季   | 2010–2011 | 未举行                   | 未举行         |
| 第九季   | 2011–2012 | 賴恩·胡禮                | 高雄巨蛋       |
| 第十季   | 2012–2013 | 約瑟夫·泰勒              | 台體大體育館   |
| 第十一季 | 2013–2014 | 郭少傑 亞倫·裴得韋       | 新莊體育館     |
| 第十二季 | 2014–2015 | 布萊恩·戴維斯            | 新莊體育館     |
| 第十三季 | 2015–2016 | 蕭順議                   | 板橋體育館     |
| 第十四季 | 2016–2017 | 柴瑋                     | 新莊體育館     |
| 第十五季 | 2017–2018 | 王律智                   | 桃園市立體育館 |
| 第十六季 | 2018–2019 | 呂孟瑋 約瑟夫·泰勒       | 桃園市立體育館 |
| 第十七季 | 2019–2020 | 因新冠肺炎疫情而取消舉辦 | 新莊體育館     |